# 丽色奇鹛
丽色奇鹛（学名：Heterophasia pulchella），是画眉科奇鹛属的一种，是海拔迁徙的候鸟，分布于印度、缅甸和中国大陆。该物种的保护状况被评为无危。
丽色奇鹛的平均体重约为41.0克。栖息地为亚热带或热带的湿润山地林。该物种的模式产地在印度阿萨姆NagaHills。